# Сербон
Сербон (шп. Cerbón) је општина у покрајини Сорија у аутономној заједници Кастиља и Леон, Шпанија.